# Eurytoma densa
Eurytoma densa är en stekelart som beskrevs av Bugbee 1945. Eurytoma densa ingår i släktet Eurytoma och familjen kragglanssteklar. Inga underarter finns listade i Catalogue of Life.